# Adavikatanahalli, Madhugiri
Adavikatanahalli là một làng thuộc tehsil Madhugiri, huyện Tumkur, bang Karnataka, Ấn Độ.